# Бриммер, Владимир Карлович
Владимир Карлович Бриммер  (1783 — после 1845) — поэт, переводчик.

## Биография
Из малоимущих лифляндских дворян. На военную службу поступил солдатом (1798), в 1799 году ― подпоручик Оренбургского гарнизонного полка. Уволен в чине поручика (1804). Отделённый офицер (с 1806), затем ротный командир Военно-сиротского корпуса, в котором преподавал историю и географию (в 1818), немецкий язык (до середины 1830-х). Подполковник (с 1825).
В 1806 году напечатал статью «О пределах поэзии в отношении к телесной красоте» ― первый в России перевод из «Лаокоона» Г. Э. Лессинга. В 1814―1816 гг. общается с Г. Р. Державиным, который рекомендует его А. С. Шишкову, как человека способного, хорошо пишущего по русски, честного, но бедного. Бриммер перевёл на немецкий язык манифест, написанный Шишковым (1816). В бумагах Державина сохранились переводы Бриммера баллад И. В. Гёте, Ф. Шиллера, А. Ф. Лангбейна и неоконченный набросок статьи «Мысли о творениях Гёте». Бриммер ― активный член Вольного общества любителей российской словесности (с 1816). Публикует (1818―1822) в печатном органе Общества, журнале «Соревнователь просвещения и благотворения. Труды вольного общества любителей российской словесности», переводы стихов и прозы К. М. Виланда, Ф. Шиллера, И. Г. Гердера, Ф. Г. Клопштока, Ф. Маттисона; статью «Разговор о чувствительности между чувствительным и хладнокровным» (1818); аллегорические сказки «Странствования Гармонии и Поэзии» (1822). В 1819 году рекомендует в члены Общества своего сослуживца П. А. Плетнёва. Во время конфликта (1820), связанного с выступлением В. Н. Каразина, примыкает к либеральному крылу Общества. В 1823―1824 гг. Бриммер отходит от Общества. В 1829―1833 гг. помещает в газетах «Бабочка», «Литературные Прибавления к Русскому Инвалиду» и журнале «Сын отечества» несколько баллад и стихотворений, в том числе «Явление» (1829) ― ответ на идиллию А. А. Дельвига «Конец золотого века» (1828). В полемической статье Бриммера «О истинном и ложном романтизме» (1830), в которой поэт определяет истинный романтизм как поэзию «самопознания», «метафизики сердца» (истинный романтик, по Бриммеру,― Ф. Петрарка). Гёте, Шиллера и сентиментальную и предромантическую литературу Бриммер противопоставляет «ложному романтизму» Ф. и А. Шлегелей, Ф. В. Шеллинга, Л. Тика, Ф. Грильпарцера, заражённых освободившимся от всякой «узды» разума мистицизмом и «С надменностью именующих себя таинственниками». Эта статья была оценена (1834) В. К. Кюхельбекером, «бывшим товарищем» Бриммера по Вольному обществу любителей российской словесности, как «дельная и предельная», хотя и не во всём для него убедительная.